# Hindou Oumarou Ibrahim
Hindou Oumarou Ibrahim é uma ativista ambiental e geógrafa chadiana. Ela é a coordenadora da Associação de Mulheres Peul e Povos Autóctones do Chade (AFPAT) e atuou como co-diretora do pavilhão da Iniciativa Mundial dos Povos Indígenas e do Pavilhão na COP21, COP22 e COP23.

## Ativismo e advocacia
Hindu Ibrahim é uma ativista ambiental que trabalha em nome de seu povo, os Wodaabe ou Mbororos, no Chade. Ela foi educada na capital do Chade, N'Djamena, e passava as férias com o povo indígena Mbororo, que são tradicionalmente agricultores nômades, pastoreando e cuidando do gado. Durante o curso de sua educação, ela tomou conhecimento das formas pelas quais era discriminada como mulher indígena e também das formas pelas quais suas contrapartes Mbororo foram excluídas das oportunidades educacionais que ela recebia. Então, em 1999, ela fundou a Associação de Mulheres e Povos Indígenas Peul do Chade (AFPAT), uma organização baseada na comunidade focada na promoção dos direitos de meninas e mulheres na comunidade Mbororo e inspirando liderança e defesa na proteção ambiental. A organização recebeu sua licença de operação em 2005 e desde então tem participado de negociações internacionais sobre clima, desenvolvimento sustentável, biodiversidade e proteção ambiental.
Seu foco na defesa ambiental resultou de sua experiência em primeira mão dos efeitos da mudança climática global na comunidade Mbororo, que depende de recursos naturais para sua própria sobrevivência e para a sobrevivência dos animais de quem cuidam. Durante anos, eles experimentaram os efeitos da secagem do Lago Chade; o lago é uma fonte vital de água para pessoas do Chade, de Camarões, do Níger e da Nigéria, e agora tem 10% de seu tamanho desde a década de 1960. Em depoimento escrito à Organização Internacional para as Migrações, Hindu Ibrahim enfatizou que seu povo, e comunidades indígenas como a dela, são "vítimas diretas da mudança climática", que tem trabalhado para deslocá-los, forçando-os a abandonar suas próprias terras em busca de outras terras que possam sustentar seu modo de vida. Nesse depoimento, ela também falou sobre as consequências da migração devido às mudanças climáticas, que deixa as comunidades migrantes desproporcionalmente vulneráveis.
Hindu Ibrahim escreveu sobre a importância de reconhecer os direitos dos povos indígenas ao elaborar a mudança climática global para uma variedade de veículos, incluindo Quartz e a Agenda do Fórum Econômico Mundial. Uma preocupação particular para Hindu Ibrahim é o direito legal dos povos indígenas de possuir e administrar as terras onde vivem. Tais direitos legais garantem que a comunidade indígena tenha agência legal em desenvolvimentos econômicos que possam desalojá-los, como projetos de perfuração de petróleo, mineração e usinas hidrelétricas.
Hindu Ibrahim trabalhou em colaboração com a UNESCO e o Comitê de Coordenação dos Povos Indígenas da África (IPACC) em um projeto para mapear em 3D a região do deserto do Sahel no Chade, onde vivem atualmente 250.000 Mbororos, que dependem da agricultura de subsistência. O projeto combinou tecnologias de mapeamento 3D com conhecimento científico indígena para desenvolver uma ferramenta para gerenciar o meio ambiente de forma sustentável e capacitar as vozes indígenas – especialmente as mulheres – para tomar decisões sobre o planejamento de um futuro de adaptação e mitigação climática. Em dezembro de 2019, em sua palestra TED sobre o impacto das mudanças climáticas, Hindu Ibrahim disse que, ao criar o mapeamento 3D, foi capaz de trazer as vozes das mulheres para a tomada de decisões e também respeitar os homens, conforme sua tradição. As mulheres foram capazes de identificar onde coletavam os remédios e onde coletavam os alimentos com os quais os homens concordavam, acenando com a cabeça; e explicou como nossa avó pode contar sobre a previsão do tempo, imigração de animais, tamanho das frutas e comportamentos de seu próprio gado observando seu ambiente. Em entrevista à BBC para o projeto 100 Women da BBC, Hindu Ibrahim observou: "Toda cultura tem uma ciência. Portanto, é muito importante que a voz indígena esteja presente."
Em 22 de abril de 2016, Hindu Ibrahim foi selecionada para representar a sociedade civil na assinatura do histórico Acordo Climático de Paris. Em sua declaração na assinatura, ela observou: "A mudança climática está adicionando pobreza à pobreza todos os dias, forçando muitos a deixarem suas casas para um futuro melhor".
Em 2018, Hindu Ibrahim participou da Conferência das Nações Unidas sobre Mudanças Climáticas (COP 24) e conversou com Arnold Schwarzenegger durante um painel de discussão. Ela discordou da opinião de Schwarzenegger de que as pessoas podem ajudar a impedir a mudança climática dirigindo carros elétricos, reduzindo o consumo de carne e outras ações civis menores. Ela diz a Schwarzenegger que a mudança deve vir de governos e formuladores de políticas. Hindu Ibrahim diz que os povos do mundo em desenvolvimento são as principais vítimas da mudança climática, apesar de não serem os principais contribuintes para as emissões de carbono. Ela também apareceu como entrevistada no Podcast da ONU e da África naquele evento, onde falou sobre a importância da tecnologia na redução do impacto das mudanças climáticas nos países desérticos.
Em 2019, ela se tornou uma das 17 pessoas a serem apontadas como defensora dos Objetivos de Desenvolvimento Sustentável pelas Nações Unidas. O ODS que é composto por 17 objetivos, adotado em 2015, é a forma das Nações Unidas de tentar tornar o mundo um lugar melhor, enquanto os defensores foram nomeados para ajudar a divulgar e fazer com que esses objetivos sejam alcançados, desempenhando seus papéis atribuídos. Mais tarde, ela participou.

## Liderança
Hindu Ibrahim atua em vários cargos de liderança, defendendo a importância do conhecimento indígena na mitigação dos efeitos da mudança climática. Ela é co-presidente do Fórum Internacional dos Povos Indígenas sobre Mudanças Climáticas, representando o grupo na Convenção das Nações Unidas para o Combate à Desertificação (UNCCD) e da Aliança Pan-Africana para a Justiça Climática (PACJA), onde também atua como presidente do recrutamento. Ela também é membro do Conselho de Políticas das Nações Unidas: Parceria dos Povos Indígenas (UNIPP) e do Comitê Executivo do Comitê de Coordenação dos Povos Indígenas da África (IPACC).

## Prêmios e honras
Em 2017, Hindu Ibrahim foi reconhecida como Exploradora Emergente pela National Geographic Society, um programa que reconhece e apoia cientistas, conservacionistas, contadores de histórias e inovadores de destaque. Em 2017, ela também fez parte do projeto 100 Women da BBC, reconhecendo 100 mulheres influentes e inspiradoras todos os anos. Em 2018, ela foi listada como uma das 100 mulheres da BBC. Em 2019, ela recebeu o Pritzker Emerging Environmental Genius Award da Pritzker Family Foundation. Em 2019, Hindu Ibrahim foi listada pela revista Time como uma das 15 mulheres que defendem ações contra as mudanças climáticas.
Em 2020, a Refugees International concedeu a ela o prêmio Richard C. Holbrooke 2020 por sua contribuição na promoção dos direitos e interesses de comunidades vulneráveis. Em 2021, Hindu Ibrahim tornou-se uma das laureadas do Rolex Awards for Enterprise.